# MegaMan NT Warrior
MegaMan NT Warrior, conhecido no Japão como Rockman.EXE (ロックマンエグゼ, Rokkuman Eguze), é um anime e mangá baseado na série de jogos Mega Man Battle Network criada pela Capcom.
Esta foi a segunda animação baseada na franquia Mega Man (sucedendo a série animada de 94), embora seja a primeira baseada em outra série fora do cânon dos jogos clássicos, no caso Battle Network. A série teve várias continuações: Rockman.EXE Axess, Rockman.EXE Stream, Rockman.EXE Beast e Rockman.EXE Beast+, todas essas séries nunca chegaram ao Brasil, Rockman.EXE Axess foi exibido nos Estados Unidos com o nome de MegaMan NT Warrior: Axess
O anime foi exibido no Brasil no canal Jetix em 2004 em sinal fechado, e na Rede Globo (sendo chamado apenas de "MegaMan") em 2005 em sinal aberto pelos programas TV Xuxa e TV Globinho. O anime foi transmitido incompleto tendo apenas 42 episódios da versão americana dublados. Em Portugal foi transmitido na SIC e no Canal Panda em 2007.
O mangá foi produzido por Ryo Takamisaki e foi distribuído no Brasil pela Conrad Editora, a série também ganhou uma Revista Oficial pela Nexus Editora.

## Enredo

### 1ª temporada
A história se passa no futurista ano de 20XX, quando crianças passam a jogar um jogo online conhecido como Batalha na Rede com parceiros virtuais chamados de NetNavi controlados por aparelhos digitais chamados PET. Certo dia um garoto de 10 anos chamado Lan Hikari ganha pelo seu pai o seu próprio NetNavi personalizado chamado de Mega Man. Consequentemente ele descobre a existência de uma organização do mal conhecida como Mundo 3, liderada pelo cientista Sr. Wily que manipula seus capangas Sr. Match, Maddy, Conde Zap e Yahoot a usarem NetNavis para espalharem caos na cidade DenTech City com vírus de computador.
No decorrer de suas aventuras com o Mega Man frustando os planos do Mundo 3, Lan se alia com seus colegas de classe Maylu, Dex e Yai. Posteriormente Lan e seus amigos se inscrevem no Grande Prêmio N1 para poder desafiar novos jogadores e lá conhecem Chaud Blaze, um jogador veterano e habilidoso operador do ProtoMan que se torna rival de Lan no torneio. No decorrer do torneio Lan aprende uma nova técnica chamada Programa Avançado da qual Chaud também conhece. O Grande Prêmio N1 termina em um confronto entre MegaMan e ProtoMan, onde ProtoMan sai vitorioso. Porém a batalha acaba despertando Pharaohman, um antigo NetNavi do mal que havia sido aprisionado no passado pelo avô de Lan, que acaba por atacar Megaman o deletando. Lan consegue trazer o MegaMan de volta com a ajuda de seu pai e tentam impedir Pharaohman de destruir a cidade. Enquanto Sr. Wily tenta convencer PharaohMan a se unir ao Mundo 3, porém o mesmo se auto destrói levando junto a base. MegaMan escapa usando uma nova habilidade chamada Troca de Estilo salvando DenTech City.
Depois disso Lan entra numa viagem ao redor do mundo por ter sido o segundo colocado do Grande Prêmio N1, com o quarteto do Mundo 3 ainda na ativa querendo derrotar Lan mesmo depois do fim da organização.
Na última saga depois que Lan retorna da viagem ele e MegaMan são apresentados a NetCity, uma cidade cibernética feita para os NetNavis interagirem, porém ao mesmo tempo eles deparam com uma misteriosa nova organização do mal chamada de Tumba (liderada pelo misterioso Kid Tumba) que está causando problemas em DenTech City de uma forma mais ameaçadora que o Mundo 3. Os ex-membros do Mundo 3 retornam a cidade, agora trabalhando juntos em uma loja de curry e passam a ajudar Lan ocasionalmente contra a nova organização. Ao final é revelado que Kid Tumba era apenas um robô criado pelo Sr. Wily que estava aquele tempo todo liderando a Tumba. Wily então liberta um poderoso Vírus Fera para destruir toda NetCity e absorver todos os NetNavis, MegaMan e os outros tentam impedi-lo, porém acabam não conseguindo até surgir um misterioso NetNavi chamado Bass que está ligado ao Vírus Fera. Bass sequestra MegaMan e absorve informações dele revelando que ele e o Vírus eram derivados de PharaohMan após sua destruição. Bass tenta absorver o Vírus Fera, porém acaba sendo absorvido. Quando tudo parece perdido MegaMan possuído por um bug deixado por Bass acaba adquirindo uma nova forma que acaba absorvendo o Vírus Fera e toda a rede, porém Lan salva ele o implorando para retornar. A NetCity e todos os NetNavis absorvidos retornam ao normal enquanto que Bass se transfere para dentro do corpo de Kid Tumba.

## Personagens

### Protagonistas
- Lan Hikari (Netto Hikari) - O protagonista principal da série, ganhou MegaMan do pai quando completou 10 anos. É um garoto muito preguiçoso e imaturo, mas com um forte senso de ação e aventura. Tem como principal hobby as Batalhas na Rede, e quase sempre está acompanhado de seus amigos Maylu, Dex, Yai e Tory. Mais adiante é revelado que ele é neto do já falecido cientista Tadashi Hikari (equivalente do Dr. Light da série).
  - MegaMan (Rockman.EXE) - NetNavi criado pelo Dr. Hikari (pai de Lan) para servir ao seu filho, MegaMan é bastante responsável, ao contrário do seu operador, embora não seja considerado de aparência muito "forte", ele têm mais força do que muitos NetNavis bem maiores fisicamente do que ele. No começo tinha como única habilidade (na ausência de BattleChips) a de atirar com seu Mega Buster, porém depois que é revivido do deletamento ganha a habilidade única da Troca de Estilo.

- Maylu Sakurai (Meiru Sakurai) - Grande amiga de Lan, é a operadora de Roll. Tem uma queda por Lan, porém nunca revela seus sentimentos por ele. Também tem uma grande amizade com Yai. Ela é a única personagem que acompanha Lan em todas as temporadas.
  - Roll (Roll.EXE) - NetNavi de Maylu é muito boa lutadora e sabe mexer muito bem em equipamentos eletrônicos, tem uma queda por MegaMan.

- Dex Oyama (Dekao Oyama) - Grande rival de Lan mas também o melhor amigo dele, é operador de GutsMan, têm um irmão mais novo chamado Chisao. Parte da raiva que ele tem por Lan é por causa de seu interesse na Maylu e por saber que ela gosta dele, sentimento compartilhado por seu NetNavi. Fazia parte do grupo principal na primeira temporada, porém a partir de Axess ele passa a aparecer com menos frequência tendo passado a trabalhar na loja de curry de Yahoot fora de DenTech City.
  - GutsMan (GutsMan.EXE) - Esse NetNavi pertence a Dex, se considera rival de MegaMan, embora que ele não reconheça, tem muita força física e não é muito inteligente.

- Yai Ayano (Yaito Ayanokouji) - Garota rica, baixinha e muito orgulhosa, que é grande amiga de Lan, Maylu e Dex, e é a operadora de Glyde. Tem 8 anos, mas devido ao seu QI elevado estuda na mesma classe que Lan e os outros. É filha do presidente da AyanoTech (Gabcom na versão japonesa, uma referência a Capcom), uma popular empresa de jogos. Por ser rica frequentemente tira vantagem de fazer uso de equipamentos eletrônicos da mais alta geração. Fazia parte do grupo principal na primeira temporada, porém a partir de Axess ela passa a aparecer com menos frequência.
  - Glyde (Glyde.EXE) - NetNavi de Yai. Apesar do grande tamanho não possui muita força física, sempre se apresenta de forma formal e cordial agindo como seu mordomo. No entanto quando necessário ele se mostra eficiente para ajudar MegaMan e os outros nas Batalhas na Rede.

- Tory Froid (Tohru Hikawa) - Operador de IceMan. Um garoto tímido e solitário da mesma classe de Lan. Seu pai trabalha na estação de tratamento de água de DenTech City. A princípio apareceu sendo manipulado por Maddy a usar seu NetNavi para espalhar caos na estação de seu pai, porém depois se tornou amigo de Lan e os outros. Ele se junta ao grupo durante o torneio do Grande Prêmio N1. Fazia parte do grupo principal na primeira temporada, porém a partir de Axess ele passa a aparecer com menos frequência. Tory foi um personagem criado exclusivamente para o anime, desde que no jogo quem possui o IceMan é seu pai.
  - IceMan (IceMan.EXE) - NetNavi de Tory, é pequeno e parece uma criança esquimó, tal qual MegaMan e Roll, não se deve medir sua força por seu tamanho.

- Chaud Blaze (Enzan Ijuin) - Operador de ProtoMan e o principal rival do Lan. Ele é um jogador frio, sério e arrogante que a princípio se apresenta como um jogador altamente habilidoso com mais experiência que Lan e seus amigos. Assim como Yai ele também é filho de um presidente de uma empresa de jogos chamada BlazeQuest (IPC na versão japonesa e nos jogos). Nos primeiros episódios tinha um comportamento rude com Lan e seus amigos, porém com o tempo passou a ajudá-los nas batalhas contra as organizações criminosas.
  - ProtoMan (Blues.EXE) - NetNavi de Chaud, tem uma personalidade como a de seu operador. Ele possui habilidades de batalha similares as de MegaMan, porém sendo muito mais habilidoso.

- Rush - Um vírus em forma de cachorro que foi programado pelo Dr. Hikari e dado a Roll para ajudar Lan e sua equipe nas batalhas. Ele tem a capacidade de criar buracos e se teleportar por eles, além de comandar certos tipos de vírus como aliados. Tinha poucas aparições no começo do anime, até mais adiante ele conseguir a capacidade de se materializar no mundo real como um holograma físico. A partir de Axess ele passa a mostrar uma grande amizade com Chisao.

### Secundários
- Professora Mari (Mariko Ozono) - A professora de Lan e seus amigos. Maysa e Higsby demonstram sentirem um amor por ela.

- Maysa (Masa) - Um velho peixeiro amigo de Lan e os outros. Constantemente fica tentando educar as crianças sobre conhecimento de peixes e cálcio, e demonstra detestar aparelhos eletrônicos incluindo o jogo Batalha na Rede o que normalmente irrita Lan e seus amigos. No entanto é revelado mais adiante que ele é um Net Agente conhecido pelo alter-ego Comandante Beef que juntamente de Sal e Miyu ajudam Lan a combater o Mundo 3.
  - SharkMan (SharkMan.EXE) - O NetNavi de Maysa que ajuda ocasionalmente MegaMan nas batalhas contra as organizações criminosas. Ele é um tubarão NetNavi. Ele nunca é usado por Maysa em sua identidade real, apenas quando ele está disfarçado como Comandante Beef ao contrário de Sal e Miyu que usam seus NetNavis nas duas identidades.

- Sal (Saroma) - Uma florista amiga de Lan e os outros. Ocasionalmente aparece ajudando Lan em algumas de suas missões contra o Mundo 3 sendo secretamente uma Net Agente conhecida pelo alter-ego Black Rose.
  - WoodMan (WoodMan.EXE) - O NetNavi de Sal que ajuda ocasionalmente MegaMan nas batalhas contra as organizações criminosas. Ele é um ser humanoide feito de madeira.

- Miyu (Miyuki Kuroi) - Uma jovem cartomante dona de uma loja de antiguidades em DenTech City, amiga de Lan e os outros. Assim como Sal também é secretamente uma Net Agente conhecida pelo alter-ego Mysteriyu e ocasionalmente ajuda Lan em algumas missões contra o Mundo 3.
  - SkullMan (SkullMan.EXE) - O NetNavi de Miyu que ajuda ocasionalmente MegaMan nas batalhas contra as organizações criminosas. Ele é um esqueleto NetNavi.

- Sr. Higsby - O operador de Numberman e um fanático por BattleChip raros (de nível 3). A princípio apareceu como um antagonista se tornando professor na escola de Lan almejando tomar posse dos BattleChips da Yai, porém depois de ser derrotado se readmitiu virando amigo de Lan e passando a trabalhar vendendo BattleChips e outros eletrônicos em DenTech City. Diferente do jogo ele nunca teve relação com o Mundo 3.
  - NumberMan (NumberMan.EXE) - O NetNavi de Higsby que é responsável por mexer e alterar números e contas.

- Ribbita (Kero Midorikawa) - A operadora de ToadMan que é a repórter responsável por narrar vários dos acontecimentos em DenTechCity. Teve maior destaque como narradora do Grande Prêmio N1 ao lado de Higsby.
  - ToadMan (ToadMan.EXE) - O NetNavi de Ribbita. Ao contrário de Ribbita ele aparece poucas vezes no anime.

- Dr. Hikari (Yuuichirou Hikari) - Pai de Lan, um cientista famoso (na versão americana, ele também é um explorador famoso).

- Sra. Hikari (Haruka Hikari) - Mãe de Lan, muito carinhosa, uma típica dona de casa que cozinha muito bem.

- Dr. Froid - O pai de Tory que trabalha na estação de água de DenTech City. Diferente dos jogos onde é o operador de IceMan no anime ele teve seu papel trocado com o filho. Tem raras aparições no anime.

- Aki - Uma cantora digital que é considerada a maior ídola tanto dos humanos quanto dos NetNavis. GutsMan e IceMan demonstram um amor platônico por ela. Aparece em vários episódios na segunda metade da primeira temporada. Ao contrário dos outros personagens do anime ela é animada em CGI.

- Princesa Orgulho (Purinsesu Puraido) - A princesa do reino de Brilholândia (Creamland nos jogos) e operadora de KnightMan, que é amiga de Lan. A princípio apareceu em apenas dois episódios da primeira temporada, no primeiro se encontrando com Lan disfarçada como um garoto e posteriormente demonstrando afeições por ele fazendo Maylu ficar com inveja. Ela retorna na temporada Stream aparecendo com maior frequência. Ao contrário do jogo ela nunca teve ligação com a Tumba/Gospel.
  - KnightMan - O NetNavi da Princesa Orgulho. Tem a forma de um cavaleiro de armadura.

- Sr. Famoso (Eguchi-Meijin) - Cientista misterioso que trabalhou junto com Dr. Hikari. Ele é introduzido na série durante a saga da Tumba onde a princípio se alia aos ex-membros do Mundo 3 sendo responsável por dar HeatMan para o Sr. Match. Tem uma participação maior no anime a partir da temporada Axess.

- Chisao Oyama - O irmão mais novo de Dex, que é um menino prodígio. Originalmente apareceu em apenas um episódio da primeira temporada onde revela que estava estudando fora de DenTech City. A partir de Axess ele passa a aparecer com frequência substituindo o papel de Dex passando a seguir Lan nas aventuras. Embora sendo irmão de Dex ele é extremamente diferente dele, tanto na aparência quanto na habilidade em usar batalhar na rede sendo muito melhor que ele.

- Sapeeko (Kiryuuin Sakurako) - Uma das empregadas da Yai. É baixinha, tendo a mesma altura de Yai e é caracterizada por frequentemente causar problemas acidentalmente. Toda vez que ela cria problemas ela frequentemente se desculpa nervosamente.

### Mundo 3 (WWW)
- Sr. Willy (Dr. Willy) - É o líder do Mundo 3. Um velho homem que pretende dominar o mundo controlando a rede espalhando caos e terror pelos equipamento eletrônicos com vírus de computador mundo afora. Ele possui 4 servos que são Sr. Match, Conde Zap, Maddy e Yahoot cada um com seu próprio NetNavi usado para espalhar vírus pela matriz cibernética e tentar derrotar Megaman. Na primeira metade da primeira temporada ele é derrotado por PharaohMan na explosão da base do Mundo 3 ao tentar forçá-lo a se unir a ele para juntos poder dominar o mundo. Por conta disso todos especulavam que ele havia morrido até posteriormente ser revelado que ele se tornou líder da Tumba passando a andar numa cadeira de rodas.

- Sr. Match (Ken'ichi Hino) - Operador de TorchMan. Se auto-considera o maior rival de Lan e procura a todo custo derrotá-lo em revanches, embora Lan não o reconheça. Depois que o Mundo 3 acabou ele passou a trabalhar na loja de curry de Yahoot como entregador pelo resto da série. Ficou operando TorchMan até a saga da Tumba quando teve seu NetNavi deletado por Freezeman e recebeu HeatMan do Sr. Famoso. Na versão brasileira, ganhou sotaque russo.
  - TorchMan (FireMan.EXE) - NetNavi de Sr. Match, controla chamas e pode provocar incêndios no mundo real ao atingir sistemas do mundo cibernético. Serviu a Match até a saga da Tumba quando foi deletado por FreezeMan, fazendo Match querer jurar vingança por isso.
  - HeatMan (HeatMan.EXE) - O segundo NetNavi de Sr. Match. É mais poderoso que Torchman e substituiu o mesmo absorvendo o resto de seus dados depois que ele foi deletado por FreezeMan, a quem HeatMan considera seu rival. Ele foi originalmente programado por Sr. Famoso.

- Conde Zap (Hakushake Elec) - Maníaco por eletricidade que também é fã de Rock n' Roll e operador de Elecman. Normalmente tende a ser o mais abobalhado do grupo. É revelado mais adiante que ele veio de uma mansão de KingLand e é irmão de Gauss Magnus da Tumba, a quem ele demonstra rivalidade por sempre ter sido considerado inferior a ele e menos querido pela sua falecida mãe Mama Zap. Depois do fim do Mundo 3 ele passou a trabalhar para Yahoot na loja de curry pelo resto da série.
  - Elecman.EXE - NetNavi de Elec que ataca com eletricidade, que tem a capacidade de provocar curtos circuitos em aparelhos elétricos na vida real quando atinge sistemas do mundo cibernético. Foi deletado no final da saga da Tumba junto com MagnetMan por MegaMan, porém inexplicavelmente voltou a aparecer depois disso.

- Maddy (Madoi Iroaya) - Uma mulher arrogante, vaidosa e temperamental que é a operadora de WackoMan. Frequentemente se irrita fácil e também se considera a mais linda e jovem das moças. Depois do fim do Mundo 3 ela também passou a trabalhar para Yahoot na loja de curry pelo resto da série.
  - WackoMan (ColoredMan.EXE) - O NetNavi de Maddy, um palhaço com piadas fúteis montado em cima de uma bola gigante da qual usa para atacar além de também ser capaz de criar cópias de si mesmo.

- Yahoot (Mahajarma) - Operador de MagicMan. Foi o último do quarteto a ser apresentado na série, a princípio como um apresentador de ioga que estava servindo ao Sr. Wily, até ser desmascarado por Lan. Ao contrário dos outros ele tende a ser o mais calmo e sério do Mundo 3. No meio da primeira temporada é revelado que ele também era dono de uma loja de curry em Namasty, até a loja ser destruída em batalha e ele reconstruir uma nova em DenTech City chamada "Curry Nº 1". Ele mantém essa loja de curry em DenTech City até a temporada Axess quando se muda com os outros membros para construir outra em Jawai.
  - MagicMan (MagicMan.EXE) - NetNavi de Yahoot, usa truques e ataques de vírus para atacar. Na versão dublada, ele sempre rima em suas falas.

- StoneMan (StoneMan.EXE) e BlasterMan (BombMan.EXE) - Dois NetNavis do tipo solo que servem ao Sr. Wily e o Mundo 3. Foram introduzidos durante o torneio Grande Prêmio N1 agindo como antagonistas mais pro final da saga. Eles passam a substituir o papel de Sr. Match, Conde Zap, Maddy e Yahoot durante o arco de PharaohMan, porém deixam de aparecer no anime depois desse arco.

### Tumba (Gospel)
- Kid Tumba (Shuryou Gospel) - O líder da Tumba. Diferente do jogo onde ele originalmente era um disfarce de Sean Obihiro (que não aparece no anime) nesta versão ele é um robô criado pelo Sr. Wily. Ele foi usado pelo Sr. Wily para comandar a Tumba enquanto ele estava escondido até o final da saga quando Wily decide desativar Kid Tumba para ocupar a liderança da organização. Depois que o Vírus Fera é derrotado o corpo robótico é possuído por Bass.

- Vírus Fera (Gospel) - Um mega vírus poderoso em forma de um lobo gigante que estava de posse da Tumba até o final da saga. Ele havia sido criado com os dados remanescentes de PharaohMan assim como Bass e possuía poder suficiente para destruir toda a rede da internet e absorver todos os NetNavis. Foi controlado pelo Sr. Wily para destruir NetCity e tentar acabar com MegaMan e seus amigos. Ele também mostra uma ligação com Bass desde que ambos foram derivados de PharaohMan. Ele foi deletado por MegaMan após o mesmo absorver a energia bug de Bass que o fez chegar numa forma também foi capaz de absorver os poderes do Vírus Fera por um curto período.

- FreezeMan (FreezeMan.EXE) - NetNavi solo que atua como o principal representante da Tumba na rede. Ele se mostra mais poderoso que sua contraparte dos jogos sendo capaz de congelar toda a NetCity. Foi responsável por deletar TorchMan, fazendo com que Sr. Match quisesse a todo custo procurar vingança contra ele com a ajuda de HeatMan. Foi derrotado por Match e HeatMan no final da saga e posteriormente deletado por ShadowMan.

- ShadowMan (ShadowMan.EXE) - NetNavi solo com a forma de um ninja. Foi contratado para agir como um mercenário para a Tumba atacando MegaMan e os outros em diversos episódios. Sua última aparição servindo a Tumba foi deletando Freezeman.

- Gauss Magnus (Gauss Magnets) - Operador de MagnetMan, e o presidente da Corporação Gauss. Age como o segundo no comando da Tumba além de ter uma obsessão imensa pelo Sr. Wily o admirando como seu maior ídolo. É também o irmão mais velho de Conde Zap, sendo muito mais bem sucedido e querido pela falecida mãe do que ele o que faz ambos terem uma rixa com Zap querendo ser melhor que ele.
  - MagnetMan (MagnetMan.EXE) - NetNavi de Gauss. Tem a capacidade de controlar ímãs e alterar senhas e dados na rede, além de também ser capaz de se dividir em dois e atirar ímãs. Foi deletado no final da saga por MegaMan com a ajuda de ElecMan.

- Arashi Kazefuki - Operador de AirMan. Era um presidente de uma pequena corporação antes de perdê-la para as grandes corporações, como a AyanoTech. Apareceu em apenas um episódio onde tentou usar AirMan para sabotar a ventilação da casa de Yai até ser derrotado por Lan e preso pelo Comandante Beef.
  - AirMan (AirMan.EXE) - NetNavi de Arashi. Tem a capacidade de manipular aparelhos de ventilação e ar-condicionado. Foi deletado por MegaMan, porém reapareceu mais adiante como uma das vítimas do Vírus Fera.

- CutMan (CutMan.EXE) - NetNavi solo que serve a Tumba. Apareceu primeiramente derrotando QuickMan depois de seu operador desistir da missão. Posteriormente é revelado que ele tem 5 irmãos que juram vingança contra MegaMan por seu irmão mais velho. Seus irmãos tem a habilidade de cortar um um papel preto capaz de tornar as figuras reais.

- Speedy Dave (Daisuke Hayami) - Operador de QuickMan. Apareceu no anime em apenas um episódio onde revela ter sido um amigo de infância e interesse amoroso de Sal. Se aliou a Tumba a fim de querer proteger a floresta nos arredores de DenTech City acabando com a represa que estava sendo construída, porém se redimiu quando se reencontrou com Sal.
  - QuickMan (QuickMan.EXE) - NetNavi de Dave. Tem poder de velocidade.

### Outros vilões
- PharaohMan (PharaohMan.EXE) - É um Net Navisolo, considerado o NetNavi mais poderoso de todos. Ele havia sido criado há 20 anos pelo avô de Lan para monitorar o fluxo de dados da internet, até se rebelar e acabar sendo aprisionado desde então. Ele acaba sendo libertado durante a batalha de MegaMan e ProtoMan no Grande Prêmio N1, quando os dois usam o Programa Avançado ao mesmo tempo, e acaba sendo o responsável por deletar MegaMan. Ele tenta executar sua vingança tentando dominar o mundo a partir da SciLab. No final ele é parcialmente derrotado por MegaMan e ProtoMan, porém é capturado pelo Sr. Willy para ser seu NetNavi Supremo, porém ele acaba preferindo se auto deletar do que servir a ele destruindo assim a base de Wily.

- Bass (Forte.EXE) - Net Navi misterioso que a Gospel está vigiando.por aparentemente ser mais forte do que rockmam, Bass tem uma personalidade um pouco cruel, sendo uma espécie de anti-herói. Seus ataques são muito diferentes de todos os personagens da série já que ele não precisa de propulsores (canões de energia geralmente carregados no braço esquerdo). Garra Evangelho: Ele vai apontar em área do jogador, e dois de garras de evangélicos vai atacar 2 de painéis do jogador a partir do ar, quebrando os painéis eles atingidas.

- MoltanicMan (NapalmMan.EXE) - NetNavi da Escurolândia, usa a hipnose para controlar outros Net Navis.

- Vírus Vida (Dream Virus) - O mais poderoso dos vírus que apareceu como vilão no último episódio da primeira temporada. Ele é um vírus gigante com aparência similar a de um inseto que havia sido responsável por causar problema no experimento do Dr. Hikari fazendo os vírus invadirem a realidade, porém ele acabou sendo derrotado por MegaMan e os outros NetNavis que conseguiram ajudar Lan e seus amigos a salvarem o Dr. Hikari.

## Mangá
Lan Hikari (Hikari Netto), quando completa 10 anos, recebe um NetNavi chamado MegaMan.EXE (Rockman)que foi feito por seu pai com o DNA extraído de seu irmão Hub que morreu ainda jovem. Com 11 anos e 6 meses de idade, Lan conheçe o Operador (ou Netop) de Protoman (Blues), Chaud Blaze (Enzan Iujin).
Os dois se enfrentam na Net e Protoman vence. Um tempo depois, Megaman e Protoman salvam o mundo, derrotando o terrível vírus de vida, que tem uma aura superprotetora, que só é desativada durante uns 10 nanosegundos. Depois disso, Megaman é "excluído" e enviado para uma área chamada Undernet que fica lá até Lan entrar na Net e ressuscitá-lo.
Mas MegaMan tem seu grande inimigo: Bass, no episódio 26, MegaMan descobre quem é Bass, e com isso começa uma nova batalha.A série MegaMan NtWarrior é desenvolvida pela: Shogakukan, produtora de mangás e animes e associação com a NAS, depois no Japão o anime foi apresentado pela TvTokyo 2002, e foi distribuído pela ShopPro Entertelimant. MegaMan NtWarrior tem 50 episódios.